# 横井克裕
横井 克裕 (よこい かつひろ、2月19日 - )は、元フジテレビアナウンサー。

## 来歴・人物
千葉県出身。東京学芸大学教育学部初等国語選修卒業後、1986年に入社。同期入社は岩瀬惠子、阿部知代。入社1年目には伊豆大島・三原山の大噴火を現地からリポートした。
「プロ野球ニュース」、「笑っていいとも!」などを担当後、1989年にニューヨーク支局に派遣。帰国後、政治部兼務となり「おはよう!ナイスデイ」、「FNN NEWSCOM」、「FNN おはよう!サンライズ」のキャスターを務めたのち、政治部記者に。その後、2000年より外信部デスク、国際局、事業局事業部副部長、総務局法務室デスク担当部長を経て統括担当部長。現在、局長職ゼネラルプロデューサー。
数多くのコンサートの司会や、舞台等の企画プロデュースを行うほか、立教大学大学院や国士舘大学でのゲスト講師も務めている。小・中・高の教員免許を保有のほか、宅地建物取引士、総合旅行業務取扱管理者の資格も保有。
フジテレビは、2022年1月から50歳以上の早期退職者を募集、横井はこれに応募し、2022年3月31日をもって退職した。
退職後は声優事務所AUspiciousに所属。

## 出演番組
報道・情報番組
| 期間         | 期間          | 番組名                  | 役職                       | 担当日     |
| ------------ | ------------- | ----------------------- | -------------------------- | ---------- |
| 1992年4月1日 | 1993年3月31日 | FNN World Uplink        | 向坂樹興の代役             | 平日       |
| 1992年4月1日 | 1993年3月31日 | FNNスピーク             | 外信キャスター             | 月～水曜日 |
| 1992年7月3日 | 1993年6月26日 | FNNニュース・明日の天気 | キャスター                 | 金曜日     |
| 1992年7月3日 | 1993年6月26日 | FNN NEWSCOM             | キャスター                 | 金曜日     |
| 1993年4月1日 | 1993年9月30日 | FNN おはよう!サンライズ | ニュースコーナーキャスター | 平日       |

バラエティ番組など
- 笑っていいとも!・テレフォンショッキング（水曜日担当）
- ライブはライブ
- 殿様のフェロモン
- 笑いの殿堂
- オレたちひょうきん族

## 出演映画
- スターフィッシュホテル
- パ★テ★オ PATIO

## 出演舞台
- スタンド・バイ・ミー（1991年）
- Underground Parade（2011年）
- 聖なる怪物（2023年）

## 演奏会司会
- 埼玉県警察音楽隊定期演奏会（2006年～）
- 陸海空中央音楽隊合同演奏会（2007年）
- 陸上自衛隊中央音楽隊（150回定期　172回定期）
- 陸上自衛隊東部方面音楽隊（2006年　2015年）
- 船橋吹奏楽団定期演奏会（2001年～）
- 長瀬賢弘サロンコンサート
- クリヤマコトライブ

## プロデュース公演
- 配達されたい私たち
- 大相撲
- ジュニアフィルコンサート
- エビータ

## 吹替作品
海外ゲーム
- ハースストーン
- ディアブロⅣ(マルファス　エリマン)
- スローン＆リバティ
- キングダムカム2（エリック）

外国映画
- マンイーター（クーラ保安官）